# Elisabeth Marschall
Elisabeth Marschall (ur. 24 maja 1886 w Meiningen, zm. 2 maja 1947) – główna nadzorczyni SS (SS-Aufseherin) w obozie koncentracyjnym Ravensbrück i zbrodniarka wojenna.

## Życiorys
Elisabeth Marschall była pielęgniarką od 1909. W 1931 wstąpiła do NSDAP. Zanim rozpoczęła służbę w obozach koncentracyjnych III Rzeszy, była zatrudniona w zakładach Hermann Göring Werke w Brunszwiku jako główna pielęgniarka. W Ravensbrück pełniła funkcję Oberschwester (starsza siostra w izbie chorych). Była odpowiedzialna za liczne zbrodnie popełnione na więźniarkach tego obozu. Każdej nocy poprzedzającej egzekucje, udawała się do rewiru (szpitala obozowego) i wybierała z kartoteki chorych nazwiska kobiet przeznaczonych do likwidacji. Następnie Marschall sporządzała także listy mordowanych. Oprócz tego sprawowała nadzór pielęgniarski podczas zbrodniczych eksperymentów pseudomedycznych prof. Karla Gebhardta. Wreszcie, wraz z lekarzem SS Percy Treite, uczestniczyła w losowej selekcji 800 kobiet, które wysłano następnie do Auschwitz-Birkenau. Wiele z nich zginęło podczas transportu i w samym obozie Auschwitz-Birkenau.
Po wojnie Marschall zasiadła na ławie oskarżonych w pierwszym procesie załogi Ravensbrück, który toczył się od 5 grudnia 1946 do 3 lutego 1947 w Hamburgu przed brytyjskim Trybunałem Wojskowym. Została skazana na śmierć przez powieszenie (na karę śmierci w tym samym procesie została skazana też Dorothea Binz, Grete Bösel, Carmen Mory i Vera Salvequart) i następnie powieszona 2 maja 1947. Karę wykonał kat Albert Pierrepoint. Marschall była przy tym najstarszą zbrodniarką, na której wykonano karę śmierci.